# نیو لایپزیگ (داکوتای شمالی)
نیو لایپزیگ(به انگلیسی: New Leipzig) شهری در ایالت داکوتای شمالی کشور ایالات متحده آمریکا است که جمعیت آن در سرشماری سال ۲۰۱۰ میلادی، ۲۲۱ نفر بوده‌است.